# Italo Calvino
Italo Calvino, född 15 oktober 1923 i Santiago de Las Vegas i provinsen Havanna på Kuba, död 19 september 1985 i Siena i Italien, var en italiensk författare. 
Han föddes på Kuba, men föräldrarna kom från Italien och familjen flyttade tillbaka dit och till staden Sanremo några år efter hans födelse. När andra världskriget bröt ut tvingades han att bli fascistisk spion (badillo), men anslöt sig 1944 till partisangruppen "Garibaldi" namnet taget efter Giuseppe Garibaldi i bergen, där han kämpade mot tyskar och fascister. Då kriget tagit slut bosatte han sig i Turin där han jobbade som journalist på en tidning för det Italienska kommunistpartiet. Detta gjorde han bara en kort tid innan han förstod att det var författare han ville bli.
Han gjorde debut år 1947 med boken Spindelbostigen (Il sentiero dei nidi di ragno). Han bodde sedan en tid i Paris vilket gjorde stort intryck på honom. Det var då han kom i kontakt med den franska litteraturen och filosofin. Som konstnär ville han skapa någonting helt nytt och han lyckades. Han ställer många frågor om livet, människan och världen i sina böcker men han ger inga svar.

## Död
Italo Calvino bodde sina sista år i Italien tillsammans med sin familj fram till sin död den 19 september 1985. Han skrev på flera böcker samtidigt. Därför fanns det efter hans död ett par manuskript kvar som kunde ges ut omedelbart. Det var ett antal föreläsningar som han skulle ha hållit vid Harvarduniversitetet och även tre berättelser, som egentligen var meningen skulle bli fem, om människans sinnen. De tre berättelserna gavs ut under namnet Under jaguarsolen. Han har också skrivit till exempel Palomar, De osynliga städerna, Om en vinternatt en resande, En valförrättares vardag, romantrilogin Våra förfäder, där romanerna Den tudelade visconten, Den obefintlige riddaren och Klätterbaronen ingår. Det gavs också ut en samling italienska sagor som Calvino hade redigerat själv.

## Svenska översättningar
- Klätterbaronen (Il barone rampante) (översättning Karin Alin, Bonnier, 1959)
- Den obefintlige riddaren (Il cavaliere inesistente) (översättning Karin Alin, Bonnier, 1961)
- Den tudelade visconten (Il visconte dimezzato) (översättning Karin Alin, Bonnier, 1962)
- En valförrättares dag (La giornata d'uno scrutatore) (översättning Karin Alin, Bonnier, 1965)
- Kosmokomik (Le cosmicomiche) (översättning Eva Alexanderson, Bonnier, 1968)
- De osynliga städerna (Le città invisibili) (översättning Estrid Tenggren, Bonnier, 1978)
- I skogens labyrint (La Foresta-radice-labirinto) (översättning Ingamaj Beck, Nordan, 1981)
- Om en vinternatt en resande (Se una notte d'inverno un viaggiatore) (översättning Viveca Melander, Bonnier, 1983)
- Palomar (Palomar) (översättning Viveca Melander, Bonnier, 1985)
- Under jaguarsolen (Sotto il sole giaguaro) (översättning Viveca Melander, Bonnier, 1988)
- Sex punkter inför nästa årtusende: amerikanska föreläsningar (Lezioni americane) (översättning Sven Åke Heed, Bonnier, 1999)
- De sammanflätade ödenas slott (Il castello dei destini incrociati) (översättning Ervin Rosenberg, Modernista, 2006)
- Varför läsa klassikerna (Ur Perché leggere i classici) (översättning Gustav Sjöberg, Italienska kulturinstitutet "C.M. Lerici", 2011)